# 10.ª etapa del Tour de Francia 2022
La 10.ª etapa del Tour de Francia 2022 tuvo lugar el 12 de julio de 2022 entre Morzine y Megève sobre un recorrido de 148,1 km. El vencedor fue el danés Magnus Cort del EF Education-EasyPost y el esloveno Tadej Pogačar consiguió mantener el liderato un día más.

## Clasificación de la etapa
| Morzine - Megève | etapa escarpada | (148,1 km) |

| \| Clasificación de la etapa \| Clasificación de la etapa \| Clasificación de la etapa \| Clasificación de la etapa \| Clasificación de la etapa \| \| Ciclista \| Ciclista \| Equipo \| Tiempo \| \| \| ------------------------- \| ------------------------- \| ---------------------------------- \| ------------------------- \| ------------------------- \| \| 1.º \| Magnus Cort \| EF Education-EasyPost \| 3 h 18 min 50 s \| \| \| 2.º \| Nick Schultz \| BikeExchange-Jayco \| + 0 s \| \| \| 3.º \| Luis León Sánchez \| Bahrain Victorious \| + 7 s \| \| \| 4.º \| Matteo Jorgenson \| Movistar Team \| + 8 s \| \| \| 5.º \| Dylan van Baarle \| Ineos Grenadiers \| + 10 s \| \| \| 6.º \| Georg Zimmermann \| Intermarché-Wanty-Gobert Matériaux \| + 15 s \| \| \| 7.º \| Benjamin Thomas \| Cofidis \| + 18 s \| \| \| 8.º \| Andreas Leknessund \| Team DSM \| + 20 s \| \| \| 9.º \| Fred Wright \| Bahrain Victorious \| + 22 s \| \| \| 10.º \| Lennard Kämna \| Bora-Hansgrohe \| + 22 s \| \| |                    |                                    |                 |
| |                    |                                    |                 |
| Fuente: ProCyclingStats |                    |                                    |                 |
| Clasificación de la etapa |                    |                                    |                 |
| Ciclista | Ciclista           | Equipo                             | Tiempo          |
| 1.º | Magnus Cort        | EF Education-EasyPost              | 3 h 18 min 50 s |
| 2.º | Nick Schultz       | BikeExchange-Jayco                 | + 0 s           |
| 3.º | Luis León Sánchez  | Bahrain Victorious                 | + 7 s           |
| 4.º | Matteo Jorgenson   | Movistar Team                      | + 8 s           |
| 5.º | Dylan van Baarle   | Ineos Grenadiers                   | + 10 s          |
| 6.º | Georg Zimmermann   | Intermarché-Wanty-Gobert Matériaux | + 15 s          |
| 7.º | Benjamin Thomas    | Cofidis                            | + 18 s          |
| 8.º | Andreas Leknessund | Team DSM                           | + 20 s          |
| 9.º | Fred Wright        | Bahrain Victorious                 | + 22 s          |
| 10.º | Lennard Kämna      | Bora-Hansgrohe                     | + 22 s          |

## Clasificaciones al final de la etapa

### Clasificación general(Maillot Jaune)
| \| Clasificación general \| Clasificación general \| Clasificación general \| Clasificación general \| Clasificación general \| \| Ciclista \| Ciclista \| Equipo \| Tiempo \| \| \| --------------------- \| --------------------- \| --------------------- \| --------------------- \| --------------------- \| \| 1.º \| Tadej Pogačar \| UAE Team Emirates \| 37 h 11 min 28 s \| \| \| 2.º \| Lennard Kämna \| Bora-Hansgrohe \| + 11 s \| \| \| 3.º \| Jonas Vingegaard \| Jumbo-Visma \| + 39 s \| \| \| 4.º \| Geraint Thomas \| Ineos Grenadiers \| + 1 min 17 s \| \| \| 5.º \| Adam Yates \| Ineos Grenadiers \| + 1 min 25 s \| \| \| 6.º \| David Gaudu \| Groupama-FDJ \| + 1 min 38 s \| \| \| 7.º \| Romain Bardet \| Team DSM \| + 1 min 39 s \| \| \| 8.º \| Thomas Pidcock \| Ineos Grenadiers \| + 1 min 46 s \| \| \| 9.º \| Enric Mas \| Movistar Team \| + 1 min 50 s \| \| \| 10.º \| Luis León Sánchez \| Bahrain Victorious \| + 1 min 50 s \| \| |                   |                    |                  |
| |                   |                    |                  |
| Fuente: ProCyclingStats |                   |                    |                  |
| Clasificación general |                   |                    |                  |
| Ciclista | Ciclista          | Equipo             | Tiempo           |
| 1.º | Tadej Pogačar     | UAE Team Emirates  | 37 h 11 min 28 s |
| 2.º | Lennard Kämna     | Bora-Hansgrohe     | + 11 s           |
| 3.º | Jonas Vingegaard  | Jumbo-Visma        | + 39 s           |
| 4.º | Geraint Thomas    | Ineos Grenadiers   | + 1 min 17 s     |
| 5.º | Adam Yates        | Ineos Grenadiers   | + 1 min 25 s     |
| 6.º | David Gaudu       | Groupama-FDJ       | + 1 min 38 s     |
| 7.º | Romain Bardet     | Team DSM           | + 1 min 39 s     |
| 8.º | Thomas Pidcock    | Ineos Grenadiers   | + 1 min 46 s     |
| 9.º | Enric Mas         | Movistar Team      | + 1 min 50 s     |
| 10.º | Luis León Sánchez | Bahrain Victorious | + 1 min 50 s     |

### Clasificación por puntos(Maillot Vert)
| Clasificación por puntos | Clasificación por puntos | Clasificación por puntos | Clasificación por puntos | Clasificación por puntos |
| Ciclista                 | Ciclista                 | Equipo                   | Puntos                   |                          |
| ------------------------ | ------------------------ | ------------------------ | ------------------------ | ------------------------ |
| 1.º                      | Wout van Aert            | Jumbo-Visma              | 284 pts                  |                          |
| 2.º                      | Fabio Jakobsen           | Quick-Step Alpha Vinyl   | 149 pts                  |                          |
| 3.º                      | Tadej Pogačar            | UAE Team Emirates        | 139 pts                  |                          |
| 4.º                      | Magnus Cort              | EF Education-EasyPost    | 129 pts                  |                          |
| 5.º                      | Christophe Laporte       | Jumbo-Visma              | 114 pts                  |                          |
| 6.º                      | Jasper Philipsen         | Alpecin-Deceuninck       | 102 pts                  |                          |
| 7.º                      | Peter Sagan              | TotalEnergies            | 86 pts                   |                          |
| 8.º                      | Simon Clarke             | Israel-Premier Tech      | 72 pts                   |                          |
| 9.º                      | Michael Matthews         | BikeExchange-Jayco       | 68 pts                   |                          |
| 10.º                     | Jonas Vingegaard         | Jumbo-Visma              | 66 pts                   |                          |

### Clasificación de la montaña(Maillot à Pois Rouges)
| Clasificación de la montaña | Clasificación de la montaña | Clasificación de la montaña | Clasificación de la montaña | Clasificación de la montaña |
| Ciclista                    | Ciclista                    | Equipo                      | Puntos                      |                             |
| --------------------------- | --------------------------- | --------------------------- | --------------------------- | --------------------------- |
| 1.º                         | Simon Geschke               | Cofidis                     | 19 pts                      |                             |
| 2.º                         | Bob Jungels                 | AG2R Citroën Team           | 18 pts                      |                             |
| 3.º                         | Thibaut Pinot               | Groupama-FDJ                | 14 pts                      |                             |
| 4.º                         | Magnus Cort                 | EF Education-EasyPost       | 11 pts                      |                             |
| 5.º                         | Tadej Pogačar               | UAE Team Emirates           | 10 pts                      |                             |
| 6.º                         | Pierre Latour               | TotalEnergies               | 8 pts                       |                             |
| 7.º                         | Jonas Vingegaard            | Jumbo-Visma                 | 8 pts                       |                             |
| 8.º                         | Carlos Verona               | Movistar Team               | 7 pts                       |                             |
| 9.º                         | Lennard Kämna               | Bora-Hansgrohe              | 6 pts                       |                             |
| 10.º                        | Primož Roglič               | Jumbo-Visma                 | 6 pts                       |                             |

### Clasificación del mejor joven(Maillot Blanc)
| Clasificación del mejor joven | Clasificación del mejor joven | Clasificación del mejor joven      | Clasificación del mejor joven | Clasificación del mejor joven |
| Ciclista                      | Ciclista                      | Equipo                             | Tiempo                        |                               |
| ----------------------------- | ----------------------------- | ---------------------------------- | ----------------------------- | ----------------------------- |
| 1.º                           | Tadej Pogačar                 | UAE Team Emirates                  | 37 h 11 min 28 s              |                               |
| 2.º                           | Thomas Pidcock                | Ineos Grenadiers                   | + 1 min 46 s                  |                               |
| 3.º                           | Brandon McNulty               | UAE Team Emirates                  | + 7 min 36 s                  |                               |
| 4.º                           | Matteo Jorgenson              | Movistar Team                      | + 19 min 22 s                 |                               |
| 5.º                           | Andreas Leknessund            | Team DSM                           | + 21 min 29 s                 |                               |
| 6.º                           | Kevin Geniets                 | Groupama-FDJ                       | + 34 min 14 s                 |                               |
| 7.º                           | Georg Zimmermann              | Intermarché-Wanty-Gobert Matériaux | + 34 min 35 s                 |                               |
| 8.º                           | Fred Wright                   | Bahrain Victorious                 | + 44 min 28 s                 |                               |
| 9.º                           | Michael Storer                | Groupama-FDJ                       | + 49 min 01 s                 |                               |
| 10.º                          | Matis Louvel                  | Arkéa-Samsic                       | + 54 min 58 s                 |                               |

### Clasificación por equipos(Classement par Équipe)
| Clasificación por equipos | Clasificación por equipos | Clasificación por equipos | Clasificación por equipos |
| Equipo                    | Equipo                    | Tiempo                    |                           |
| ------------------------- | ------------------------- | ------------------------- | ------------------------- |
| 1.º                       | Ineos Grenadiers          | 11 h 29 min 14 s          |                           |
| 2.º                       | Jumbo-Visma               | + 9 min 48 s              |                           |
| 3.º                       | Bora-Hansgrohe            | + 13 min 09 s             |                           |
| 4.º                       | UAE Team Emirates         | + 19 min 55 s             |                           |
| 5.º                       | Groupama-FDJ              | + 20 min 00 s             |                           |
| 6.º                       | Bahrain Victorious        | + 22 min 48 s             |                           |
| 7.º                       | EF Education-EasyPost     | + 27 min 44 s             |                           |
| 8.º                       | Movistar Team             | + 38 min 54 s             |                           |
| 9.º                       | Arkéa-Samsic              | + 40 min 46 s             |                           |
| 10.º                      | Cofidis                   | + 41 min 28 s             |                           |

## Abandonos
Ben O'Connor, con una lesión en el glúteo, y Alexis Vuillermoz, con una infección cutánea, no tomaron la salida. Tampoco lo hicieron Luke Durbridge y George Bennett tras dar positivo en COVID-19.